# Ruta del Té y los Caballos

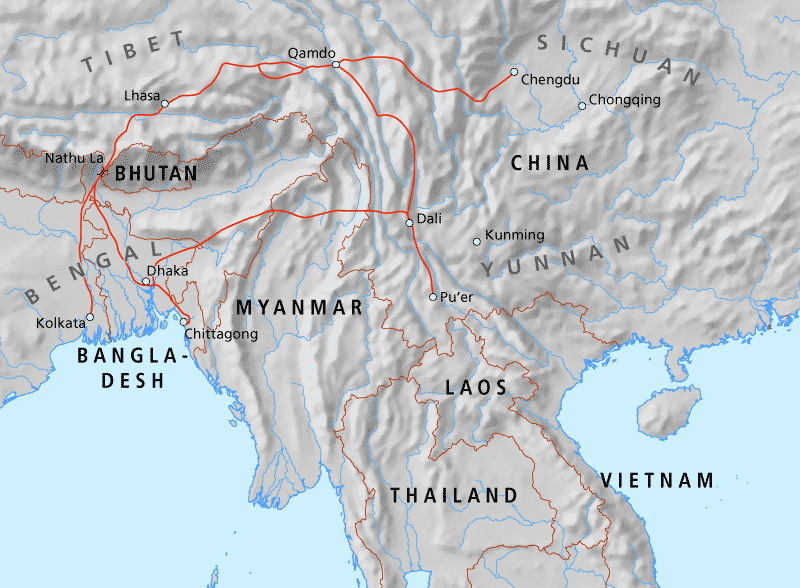
Mapa de la Ruta del Té y los Caballos

La ruta del Té y los Caballos o Chamadao (en chino tradicional, 茶馬道; en chino simplificado, 茶马道), ahora generalmente conocida como la Antigua Ruta del Té y los Caballos o Chamagudao (en chino tradicional, 茶馬古道; en chino simplificado, 茶马古道), fue una red de caminos de caravanas que serpenteaban por las montañas de Sichuán, Yunnan y Tíbet en el suroeste de China. También fue una ruta comercial de té. A veces se la conoce como la «Ruta de la Seda del Sur» o «Ruta de la Seda del Suroeste».
Existen numerosos elementos arqueológicos y monumentales que han sobrevivido, incluyendo senderos, puentes, estaciones de paso, pueblos de mercado, palacios, puestos de escala, santuarios y templos a lo largo de la ruta.
La «Antigua Ruta del Té y los Caballos» es un concepto histórico con un significado específico. Se refiere a una importante vía de tráfico formada por el intercambio de té y caballos entre los Han y el Tíbet desde las dinastías Tang y Song hasta la República de China.

## Clasificación de las rutas

### Ruta del Té y los Caballos Shaanxi-Gansu
La ruta del Té y los Caballos Shaanxi-Gansu (陕甘茶马古道) es la principal vía para que el té del continente chino viajara al oeste y se intercambiara por caballos. Es una de las principales rutas de la antigua Ruta de la Seda.

### Ruta Tanggu
Desde la dinastía Han, la Ruta Tanggu (蹚古道) fue formada por comerciantes de Shaanxi y el antiguo mercado de té y caballos en la frontera suroeste. Dado que los gobiernos de las dinastías Ming y Qing impusieron un control estatal sobre las ventas de té, estas se dividieron en regiones, y el mercado de comercio de té y caballos más próspero estaba en Kangding.

### Ruta del Té y los Caballos Yunnan-Tíbet
La Ruta del Té y los Caballos Yunnan-Tíbet (滇藏茶马古道) se formó a finales del siglo VI d.C. Comenzaba en Yiwu y Pu'er en Xishuangbanna, la principal área productora de té de Yunnan, y entraba al Tíbet a través de la actual Prefectura Autónoma Bai de Dali, Lijiang y Shangri-La, y llegaba directamente a Lhasa. Algunos también fueron reexportados desde el Tíbet a India y Nepal, siendo una importante ruta comercial entre la antigua China y el sur de Asia.

### Ruta del Té y los Caballos Sichuán-Tíbet
La Antigua Ruta del Té y los Caballos Sichuán-Tíbet (川藏茶马古道) es parte de la Ruta del Té y los Caballos Shaanxi-Kangding-Tíbet. Comienza en Ya'an, la zona productora de té de Yazhou en el este, pasa por Dajian Furnace (ahora Kangding), llega a Lhasa, Tíbet en el oeste, y finalmente conduce a Bután, Nepal e India. Con más de mil kilómetros, es un puente y enlace indispensable entre el antiguo Tíbet y el continente.

## Historia

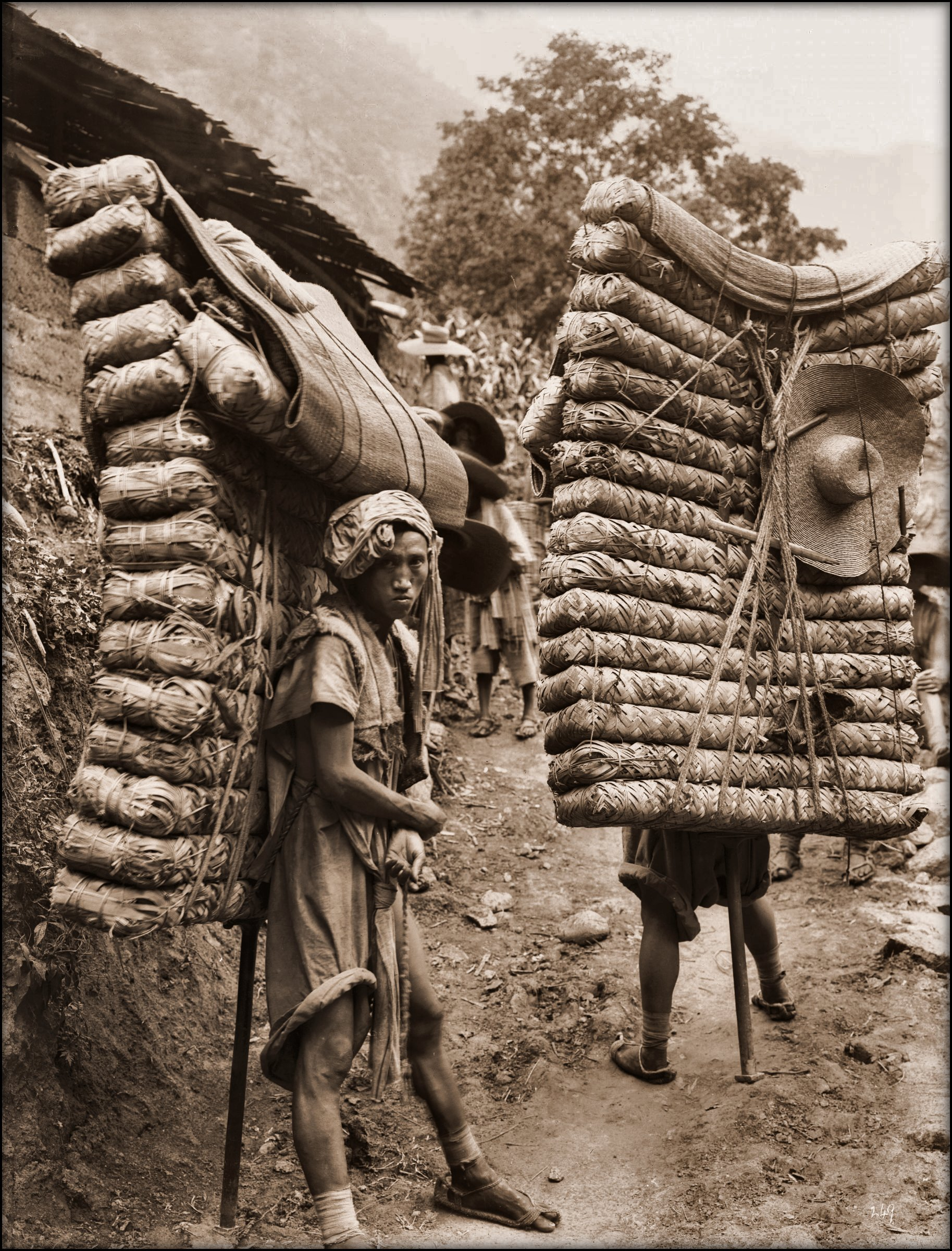
Hombres cargados con té, provincia de Sichuán, China, 1908, Ernest Henry Wilson.

Se cree que Sichuán y Yunnan fueron las primeras regiones productoras de té en el mundo. Los primeros registros de cultivo de té sugieren que el té se cultivaba en la Montaña Mengding de Sichuán, entre Chengdú y Ya'an, antes del 65 a.C. Ya'an ha sido un importante centro de comercio de té hasta el siglo XX.
Hace aproximadamente mil años, la Ruta del Té y los Caballos se convirtió en un enlace comercial desde Yunnan hasta el Tíbet; y hacia China central a través de la provincia de Sichuán. Se cree que fue a través de esta red comercial que el té (típicamente ladrillos de té) se extendió por primera vez a través de China y Asia desde sus orígenes en el condado de Pu'er en Yunnan. La ruta obtuvo su nombre debido al comercio común de ponis tibetanos por té chino, una práctica que data al menos de la dinastía Song, cuando los robustos caballos eran importantes para que China luchara contra los nómadas beligerantes en el norte.
Tanto las personas como los caballos llevaban cargas pesadas. Los porteadores de té a veces cargaban entre 60 y 90 kg, lo que a menudo superaba su propio peso corporal en té. Los porteadores estaban equipados con bastones con punta de metal, tanto para mantener el equilibrio al caminar como para ayudar a soportar la carga mientras descansaban, para no tener que dejar los fardos en el suelo (como se ilustra en la foto).
Además del té, las caravanas de mulas transportaban sal y productos de seda desde Chengdú, notablemente shujin (蜀锦; un tipo de brocado de Sichuán).

## Ruinas históricas
La Antigua Ruta del Té y los Caballos es una red compleja de caminos, de los cuales algunas de las antiguas rutas del té y los caballos y ruinas históricas relacionadas en las provincias de Sichuán, Yunnan y Guizhou fueron listados como la séptima tanda de Unidades de Protección de Reliquias Culturales Clave Nacionales de China el 5 de marzo de 2013. Hay numerosas ruinas de patrimonio cultural listados como Unidades de Protección de Patrimonio Cultural Clave Nacional, incluyendo ruinas de caminos antiguos, estaciones de correos, tiendas, pagodas, puentes y muelles, así como edificios gremiales relacionados, edificios religiosos, ruinas mineras y metalúrgicas y vestigios de hornos, tallados en acantilados e inscripciones en la red de la antigua ruta del té y los caballos.

### En Sichuán
La Antigua Ruta del Té y los Caballos en Sichuán.
| Nombre                                                             | Ubicación                                 | Coordenadas                                                                                               | Descripción | Imagen     | Placa      |
| En Chengdu                                                         | En Chengdu                                | En Chengdu                                                                                                | En Chengdu | En Chengdu | En Chengdu |
| ------------------------------------------------------------------ | ----------------------------------------- | --- | --- | ---------- | ---------- |
| Camino antiguo de Longshan en Pingle                               | Ciudad de Pingle, Ciudad de Qionglai      | 30°20′12″N 103°20′10″E / 30.33667, 103.33611                                                              | Ubicado en el lado sur de la Ciudad Antigua de Pingle, dentro del Área Escénica de las Ruinas de la Ruta de la Seda del Sur                                                                                     |            |            |
| Camino antiguo de Shuanmaling, Linje                               | Ciudad de Linji, Ciudad de Qionglai       | | |            |            |
| Camino antiguo del pueblo Zijing, arroyo de la montaña Tiantai     | Ciudad de Tiantaishan, Ciudad de Qionglai | 30°13′24″N 103°9′1″E / 30.22333, 103.15028                                                                | |            |            |
| Camino antiguo de Gongdian en Jiaguan                              | Ciudad de Jiaguan, Ciudad de Qionglai     | 30°15′19″N 103°13′34″E / 30.25528, 103.22611                                                              | |            |            |
| Ruinas del antiguo pozo de fuego (sal) de prensa de aceite         | Ciudad de Huojing, Ciudad de Qionglai     | 30°22′54″N 103°13′28″E / 30.38167, 103.22444                                                              | |            |            |
| Camino antiguo de té y caballos de roca de cintura de Lining       | Ciudad de Chaoyanghu, Condado de Pujiang  | 30°9′17.9″N 103°24′14.4″E / 30.154972, 103.404000                                                         | El antiguo camino de piedra desde el pino viejo en la cima de la roca de cintura de Lining hasta el camino antiguo en la orilla del lago Changtan tiene 470 metros de largo.                                    |            |            |
| Camino antiguo de Songmau (Sección Lung Chi)                       | Ciudad de Longchi, Ciudad de Dujiangyan   | 31°3′46″N 103°32′4″E / 31.06278, 103.53444                                                                | |            |            |
| En Zigong                                                          |                                           | | |            |            |
| Plaza Lok Shan                                                     | Distrito de Ziliujing                     | | |            |            |
| Camino de sal antiguo de Huicaikou                                 | Distrito de Ziliujing                     | | |            |            |
| Muelle de la playa de Mugye                                        | Distrito de Gongjin                       | 29°21′17″N 104°40′53″E / 29.35472, 104.68139                                                              | Consta de dos muelles, el superior y el inferior, y la artesa para botes fue excavada en el año 35 de la era Kangxi (1696) y la puerta del dique Pingkang fue construida en el año 30 de la era Guangxu (1904). |            |            |
| Camino de sal de la calle antigua de Gong Jing                     | Distrito de Gongjin                       | | |            |            |
| Muelle de sal en la ciudad de Xian                                 | Distrito de Yantan                        | | |            |            |
| En Luzhou                                                          |                                           | | |            |            |
| Camino antiguo de Guangming                                        | Ciudad de Fuji, Condado de Lu             | 29°07′23″N 105°24′29″E / 29.12306, 105.40806                                                              | Ubicado en el pueblo de Guangming, ciudad de Fuzi, condado de Lu, se extiende de sureste a noroeste, con una longitud existente de 1091 m y un ancho de 1,7 m a 2,9 m.                                          |            |            |
| Camino de postas de la calle Baolian                               | Distrito de Longmatan                     | | Tiene una longitud de 810 metros. |            |            |
| Camino de postas de Shawan                                         | Distrito de Jiangyang                     | | |            |            |
| Camino de postas de Fengming                                       | Condado de Hejiang                        | 28°42′48″N 105°52′50″E / 28.71333, 105.88056                                                              | |            |            |
| Camino de postas de Bailu                                          | Condado de Hejiang                        | | |            |            |
| Camino de postas antiguo de Xiantan                                | Condado de Hejiang                        | | |            |            |
| Camino de postas de Dashichuanqian                                 | Condado de Xuyong                         | | |            |            |
| Camino de postas de Chuanqian                                      | Condado de Xuyong                         | | |            |            |
| Camino de postas de Guandou Village Chuanqian                      | Condado de Xuyong                         | | |            |            |
| Camino de postas del río Chishui de té y caballos                  | Condado de Xuyong                         | | |            |            |
| Camino de postas de Erlang                                         | Condado de Gulin                          | | |            |            |
| En Ya'an                                                           |                                           | | |            |            |
| Pabellón Guanyin                                                   | Distrito de Yucheng                       | 29°59′26.4″N 102°59′25.5″E / 29.990667, 102.990417                                                        | |            |            |
| Arco de piedra del convento Jingju                                 | Distrito de Mingshan                      | 30°4′33.5″N 103°3′13.9″E / 30.075972, 103.053861                                                          | |            |            |
| Palacio Yu                                                         | Distrito de Mingshan                      | 30°4′40.6″N 103°2′52.7″E / 30.077944, 103.047972                                                          | |            |            |
| Arco de piedra del patio Ganlu Ling Quan                           | Distrito de Mingshan                      | 30°4′55.7″N 103°2′46.5″E / 30.082139, 103.046250                                                          | |            |            |
| Jardín de Té Imperial                                              | Distrito de Mingshan                      | 30°4′59.8″N 103°2′45.8″E / 30.083278, 103.046056                                                          | |            |            |
| Camino antiguo de Tianti                                           | Distrito de Mingshan                      | 30°4′43.3″N 103°2′51.7″E / 30.078694, 103.047694                                                          | |            |            |
| Ruinas de postas del camino antiguo de té y caballos de Ganxipo    | Condado de Tianquan                       | 30°05′25.6″N 102°41′44.3″E / 30.090444, 102.695639                                                        | |            |            |
| Almacén oficial de té de Bian                                      | Condado de Tianquan                       | 30°01′14.8″N 102°49′47.9″E / 30.020778, 102.829972                                                        | |            |            |
| Paso Feixian y Arco de la Frontera Sur                             | Condado de Lushan                         | 30°01′35.4″N 102°53′46.1″E / 30.026500, 102.896139                                                        | |            |            |
| Inscripción en el acantilado de la cintura de la silla             | Condado de Lushan                         | | |            |            |
| Monumento de reconstrucción del camino del puente Daxiangling      | Condado de Xingjing                       | | |            |            |
| Ruinas del té Gongxing de la dinastía Qing                         | Condado de Xingjing                       | 29°47′39.4″N 102°50′28.8″E / 29.794278, 102.841333                                                        | También conocido como el complejo de la familia Jiang |            |            |
| Ruinas del paso Qingxi de la dinastía Tang                         | Condado de Hanyuan                        | | |            |            |
| Ruinas de la ciudad antigua de Qingxi en la dinastía Qing          | Ciudad de Qingxi, Condado de Hanyuan      | | |            |            |
| Ruinas del camino antiguo de 24 Daoguai                            | Condado de Hanyuan                        | | |            |            |
| Ruinas del camino antiguo de Yangquanmen                           | Ciudad de Qingxi, Condado de Hanyuan      | 29°36′5″N 102°37′48″E / 29.60139, 102.63000                                                               | |            |            |
| En Aba                                                             |                                           | | |            |            |
| Camino de tablones antiguo de Baizhangfang                         | Municipio de Ganbao, Condado de Li        | | Se encuentra en la orilla norte del río Zaguzhi cerca del Templo Baodian en el municipio de Zaguzhi, municipio de Ganbao, condado de Li                                                                         |            |            |
| Tallados en piedra de las dinastías Sui y Tang en la montaña Putou | Municipio de Putou, Condado de Li         | | |            |            |
| Camino de tablones de Kegu                                         | Municipio de Kegu, Condado de Wenchuan    | 31°30′9.1″N 103°34′17.1″E / 31.502528, 103.571417                                                         | Ubicado en la orilla norte del río del municipio de Kegu, condado de Wenchuan, las ruinas restantes tienen 158 metros de largo y de 0,4 a 2 metros de ancho, incluyendo dos inscripciones de la dinastía Qing.  | 克枯栈道   |            |
| Camino antiguo de Poyong                                           | Ciudad de Maerkang                        | | |            |            |
| En Ganzi                                                           |                                           | | |            |            |
| Ruta del Té y los Caballos de Hualinping                           | Ciudad de Xinglong, Condado de Luding     | 29°42′55.9″N 102°18′14.6″E / 29.715528, 102.304056                                                        | |            |            |
| Ruta del Té y los Caballos del acantilado Fo'er                    | Ciudad de Lengqian, Condado de Luding     | 29°46′28.2″N 102°13′40.1″E / 29.774500, 102.227806                                                        | |            |            |
| Ruta del Té y los Caballos de Yingge                               | Condado de Batang                         | 29°59′11″N 99°7′30″E / 29.98639, 99.12500                                                                 | |            |            |
| En Liangshan                                                       |                                           | | |            |            |
| Camino antiguo del desfiladero Qingxi de Ganluo                    | Municipio de Pingba, Condado de Ganluo    | 29°08′07.0″N 102°34′37.5″E / 29.135278, 102.577083                                                        | |            |            |
| Puente Dingshan e inscripciones de Lingguan en Yuexi               | Municipio de Dingshan, Condado de Yuexi   | 28°35′49.0″N 102°29′48.8″E / 28.596944, 102.496889                                                        | |            |            |
| Posta antigua de Dengxiangying                                     | Condado de Xide                           | 28°27′59.0″N 102°20′38.1″E / 28.466389, 102.343917                                                        | |            |            |
| Ruinas del campamento Mianshan de Xide                             | Ciudad de Mianshan, Condado de Xide       | 28°22′31.8″N 102°19′40.5″E / 28.375500, 102.327917                                                        | |            |            |
| Río Yalong en Mianning, incluyendo                                 | Condado de Mianning                       | - 28°22′02.4″N 101°52′23.9″E / 28.367333, 101.873306 - 28°28′13.2″N 101°50′38.4″E / 28.470333, 101.844000 | |            |            |
| Songpingguan                                                       | Condado de Huili                          | | |            |            |

### En Yunnan
Hay 86 ruinas de patrimonio cultural en la Antigua Ruta del té y los caballos en la provincia de Yunnan, ubicados en 21 condados y ciudades.
| Nombre                                                                         | Ubicación | Coordenadas                                        | Descripción                                                                                             | Imagen                    |
| En el condado de Xiangyun                                                      | En el condado de Xiangyun | En el condado de Xiangyun                          | En el condado de Xiangyun                                                                               | En el condado de Xiangyun |
| ------------------------------------------------------------------------------ | --- | -------------------------------------------------- | --- | ------------------------- |
| Camino antiguo de Yunnanyi                                                     | Ciudad de Yunnanyi, Condado de Xiangyun | 25°25′29″N 100°41′26″E / 25.4248, 100.6905         | |                           |
| Camino antiguo de Xiaoshao a Huangcaoshao                                      | Ciudad de Midian, Condado de Xiangyun |                                                    | |                           |
| Camino antiguo de la pendiente Baisha al puente Yongan                         | Ciudad de Midian, Condado de Xiangyun |                                                    | |                           |
| Sección del paso Laohu al río Puchang del camino de postas antiguo             | Ciudad de Midian, Condado de Xiangyun |                                                    | |                           |
| Sección del camino de postas antiguo de Xincun a la frontera sur de Binchuan   | Ciudad de Xiangyun, Condado de Xiangyun |                                                    | |                           |
| Puerta Zhenyang                                                                | Calle Gulou Este, Ciudad de Xiangcheng, Condado de Xiangyun | 25°28′45″N 100°33′34″E / 25.47926, 100.55950       | |                           |
| Sección Yangbi                                                                 | |                                                    | |                           |
| Sección de la calle del río Dahe                                               | Pueblo de Dahejiang, Comité de la Aldea de Pingpo, Ciudad de Pingpo, Yangbi |                                                    | Longitud total de 240 metros                                                                            |                           |
| Sección de Liziyuan al campo de la presa                                       | Pueblo de Liziyuan, Comité de la Aldea de Pingpo, Ciudad de Pingpo, Yangbi |                                                    | La longitud total es de aproximadamente 550 metros, incluyendo las ruinas originales del Puente Voucher |                           |
| Sección del paso de barro del pueblo Jinniu                                    | Pueblo de Jiexin del Comité de la Aldea de Jinniu, Ciudad del Oeste de Cangshan, Yangbi                                                                                                  |                                                    | Longitud total de 100 metros                                                                            |                           |
| Sección Bonan del condado                                                      | Pueblo de Jie en la Ciudad del Oeste de Cangshan, Condado de Yangbi |                                                    | Longitud total de 900 metros                                                                            |                           |
| Callejón Shuangmo, pueblo Xiajie                                               | Pueblo de Xiajie, Ciudad del Oeste de Cangshan, Condado de Yangbi |                                                    | Longitud total de 400 metros                                                                            |                           |
| Sección Yongping                                                               | |                                                    | |                           |
| Sección del Monte Jiaogou                                                      | Condado de Yongping |                                                    | |                           |
| Sección Wanma Guichao                                                          | Ciudad de Bonan, Condado de Yongping |                                                    | Longitud total de 140 metros                                                                            |                           |
| De Tiehan al Puente Xiaohua                                                    | Condado de Yongping |                                                    | Longitud total de 1600 metros                                                                           |                           |
| Sección Dahuajiao                                                              | Condado de Yongping |                                                    | |                           |
| Sección del Monte Bonan                                                        | Condado de Yongping |                                                    | |                           |
| Sección de la calle antigua de Shanyang                                        | Condado de Yongping |                                                    | |                           |
| Sección Midu                                                                   | Pueblo de Yonghe, Ciudad de Mizhi, Condado de Midu | 25°10′03″N 100°31′21″E / 25.16741, 100.52263       | |                           |
| Sección de la montaña Xiangmian de Heqing                                      | Ciudad de Songgui, Municipio de Jindun, Condado de Heqing |                                                    | |                           |
| Sección Jianchuan                                                              | Ciudad de Shaxi, Condado de Jianchuan | 26°19′12″N 99°51′03″E / 26.31990, 99.85081         | |                           |
| Sección Simao                                                                  | |                                                    | |                           |
| Ruinas de la sección del río Caiyang                                           | Comité de la Aldea de Yutang, Ciudad de Yixiang, Distrito de Simao, Ciudad de Pu'er (Reserva Natural del Río Caiyang)                                                                    |                                                    | |                           |
| Ruinas de la sección Jiejipo                                                   | Distrito de Simao, Ciudad de Pu'er |                                                    | |                           |
| Sección Ning'er                                                                | |                                                    | |                           |
| Ruinas de la Antigua Ruta de Té y Caballos de Cha'an Tang                      | En el Condado de Ning'er, comienza en el pueblo de Minzhu, Ciudad de Ning'er y termina en el grupo Laopantian, pueblo de Xingguang, Ciudad de Mohei                                      | 23°09′37″N 101°08′11″E / 23.16031, 101.13630       | 27 kilómetros de longitud, 7 kilómetros mejor conservados                                               |                           |
| Ruinas de la Antigua Ruta de Té y Caballos de Korie                            | Condado de Ning'er, comienza en el pueblo de Nakoli, Municipio de Tongxin, y termina al pie del pueblo de Sanjia, Ciudad de Nanping, Distrito de Simao                                   | 22°54′48″N 101°02′18″E / 22.91337, 101.03830       | 4,38 km de longitud                                                                                     |                           |
| Ruinas de la Antigua Ruta de Té y Caballos de Kongquebing                      | Condado de Ning'er, comenzando desde el grupo Kongquebing en el pueblo de Xingguang, Ciudad de Mohei, y terminando en el pueblo de Bian, Ciudad de Mohei                                 | 23°12′21.4″N 101°09′55.6″E / 23.205944, 101.165444 | Aproximadamente 27 km de longitud, 12 km mejor conservados                                              |                           |
| Condado de Yulong                                                              | |                                                    | |                           |
| Camino Qishi'er                                                                | Municipio de Taian, Municipio de Longpan, Condado de Yulong |                                                    | |                           |
| Ciudad de Shangri-La                                                           | |                                                    | |                           |
| Secciones de Ershisi                                                           | Ciudad Hutiaoxia, Shangri-La, comienza en el pueblo de Yunuo del Comité de la Aldea de Yongsheng y termina en el pueblo de Yongkuk de la aldea Sanba del Comité de la Aldea de Jiangbian |                                                    | 38 km de longitud                                                                                       |                           |
| Sección de Ershilangan                                                         | Municipio de la Hutiaoxia, Ciudad de Shangri-La, comenzando en la pendiente de Huajiao, Comité de la Aldea de Hongqi y terminando en un pueblo, Comité de la Aldea de Hongqi             |                                                    | 8 km de longitud                                                                                        |                           |
| Sección de Ershilangan                                                         | Pueblo de Jinma, Pueblo de Yanhe, Pueblo de Guji, Pueblo de Xiniu, Ciudad de Lushi, Condado de Fengqing                                                                                  |                                                    | |                           |
| Sección Gongshan Wengli                                                        | Orilla este del río Nujiang, pueblo de Wuli, Ciudad de Zhongluo, Condado de Gongshan |                                                    | 1182 m de longitud                                                                                      |                           |
| Sección Lanping                                                                | Condado de Lanping |                                                    | También conocida como la sección «pozo viejo»                                                           |                           |
| Distrito de Longyang, Ciudad de Baoshan                                        | |                                                    | |                           |
| Camino de nubes en terrazas de Shui Shi Kan                                    | Pueblo de Shuizhai, Pueblo de Pingpo, Municipio de Shuizhai, Distrito de Longyang, Ciudad de Baoshan                                                                                     |                                                    | |                           |
| Calle antigua y tienda de caballos de Shuizhaipu                               | Laojie, Pueblo de Shuizhai, Municipio de Shuizhai, Distrito de Longyang, Ciudad de Baoshan                                                                                               |                                                    | |                           |
| Camino de losas de la Ruta antigua de Guanpo                                   | Paso Beiniujiao, Pueblo de Guanpo, Comité de la Aldea de Guanpo, Ciudad de Banqiao, Distrito de Longyang, Ciudad de Baoshan                                                              |                                                    | |                           |
| Camino antiguo de Shek Ma Shan a Wu Tau Tong                                   | 3 km al oeste del pueblo de Qinggangba, Ciudad de Hanzhuang, Distrito de Longyang, Ciudad de Baoshan                                                                                     |                                                    | |                           |
| Camino de piedra antiguo Qishiliu en Lingshui Qing                             | Paso Shuijing, Comité de la Aldea de Shuijing, Ciudad de Pupiao, Distrito de Longyang, Ciudad de Baoshan                                                                                 |                                                    | |                           |
| Camino de piedra de la ruta antigua en el Valle Panshe                         | Valle Panshe, 1 km al oeste del pueblo de Dapangqing, Comité de la Aldea de Majie, Ciudad de Puxiang, Distrito de Longyang, Ciudad de Baoshan                                            |                                                    | |                           |
| Ruinas del Puente Huiren                                                       | 2 km al oeste del pueblo de Daojie, Comité de la Aldea de Daojie, Distrito de Luyang, Ciudad de Baoshan, en el río Nujiang                                                               |                                                    | |                           |
| Camino antiguo de Dongpo de la casa pública de Beizhai en la montaña Gaoligong | Pendiente este de Gaoligongshan Beizai Gongfang, Municipio de Mangkuan, Distrito de Longyang, Ciudad de Baoshan                                                                          |                                                    | |                           |
| Camino antiguo de Dongpo de la casa pública de Nanzhai en la montaña Gaoligong | Casa Pública de Nanzhai en la Montaña Gaoligong, Pueblo de Bai Hua Lin, Municipio de Mangkuan, Distrito de Longyang, Ciudad de Baoshan                                                   |                                                    | |                           |
| Camino antiguo de la pendiente este en Dafengkou, montaña Gaoligong            | Paso Fengkou de la montaña Gaoligong, 25 kilómetros al oeste del pueblo de Xiangshu, Comité de la Aldea de Hemu, Ciudad de Lujiang, Distrito de Longyang, Ciudad de Baoshan              |                                                    | |                           |
| Camino antiguo de Dongpo de Chengmendong en la montaña Gaoligong               | Ciudad de Lujiang, Distrito de Longyang, Ciudad de Baoshan, Comité de la Aldea de Ba Wan, Pueblo de Pumanshao, 4 km al oeste del lado este alto de la cuenca de la montaña Li Gong       |                                                    | |                           |
| Camino de piedra antiguo en la pendiente oeste de Yiwanshui                    | Ciudad de Banqiao, Distrito de Longyang, Ciudad de Baoshan |                                                    | |                           |
| Puente de cable de doble arcoíris de Mang-wide                                 | 2 km al este del pueblo de Tangxi, Municipio de Mangkuan, Distrito de Longyang, Ciudad de Baoshan, en el río Nu                                                                          |                                                    | |                           |
| Sección Tengchong                                                              | |                                                    | |                           |
| Camino de losas antiguo de la pendiente oeste de la casa pública de Beizhai    | Ciudad de Jietou, Ciudad de Tengchong | 25°32′39.1″N 98°45′33.4″E / 25.544194, 98.759278   | |                           |
| Camino de piedra antiguo de la pendiente oeste de la cueva Chengmen            | Ciudad de Mangba, Ciudad de Tengchong | 24°56′00.8″N 98°44′41.5″E / 24.933556, 98.744861   | |                           |
| Camino de losas antiguo pavimentado de terracota                               | Ciudad de Mangba, Ciudad de Tengchong | 24°59′36.1″N 98°36′40.3″E / 24.993361, 98.611194   | |                           |
| Camino de losas antiguo de la pendiente oeste de Fengfengkou                   | Ciudad de Mangba, Ciudad de Tengchong | 24°58′07.9″N 98°45′13.7″E / 24.968861, 98.753806   | |                           |
| Camino del valle de la pendiente de Big Break Field                            | Ciudad de Zhonghe, Ciudad de Tengchong | 25°01′24.1″N 98°14′10.9″E / 25.023361, 98.236361   | |                           |
| Camino de losas antiguo de la pendiente Olive                                  | Ciudad de Mangba, Ciudad de Tengchong | 24°58′35.3″N 98°39′38.5″E / 24.976472, 98.660694   | |                           |
| Camino de losas antiguo de la pendiente oeste de la casa pública de Nanzhai    | Ciudad de Qushi, Ciudad de Tengchong | 25°17′26.7″N 98°44′00.2″E / 25.290750, 98.733389   | |                           |
| Camino de losas antiguo pavimentado de Huangzhuyuan                            | Ciudad de Mangba, Ciudad de Tengchong | 24°58′07.8″N 98°45′13.7″E / 24.968833, 98.753806   | |                           |
| Camino de piedra antiguo de la pendiente Yubi                                  | Calle Tengchong, Ciudad de Tengchong | 25°00′30.5″N 98°33′28.5″E / 25.008472, 98.557917   | |                           |
| Búnker de la Victoria                                                          | Ciudad de Houqiao, Ciudad de Tengchong | 25°20′31.4″N 98°11′12.0″E / 25.342056, 98.186667   | |                           |
| Condado de Longchuan                                                           | |                                                    | |                           |
| Camino antiguo de la pendiente norte de Shanmu Longshan                        | Pueblo de Shanmulong, Municipio de Huiguo, Condado de Longchuan | 24°32′15″N 98°05′41″E / 24.53750, 98.09472         | 5 km de longitud, 3,2 km existentes                                                                     |                           |
| Camino antiguo de la pendiente Shanxi de la jaula de abeto                     | Pueblo de Shanmulong, Municipio de Huiguo, Condado de Longchuan |                                                    | |                           |
| Condado de Lianghe                                                             | |                                                    | |                           |
| Camino de losas de la Ruta antigua de Maofu                                    | Maofu Ha Zhai, Pueblo de Maofu, Municipio de Jiubao, Condado de Lianghe | 24°47′43″N 98°11′56″E / 24.79516, 98.19876         | |                           |
| Condado de Deqin                                                               | |                                                    | |                           |
| Sección Adunzi                                                                 | Condado de Deqin |                                                    | |                           |
| Sección Meili                                                                  | Condado de Deqin |                                                    | |                           |
| Distrito de la Ciudad Antigua de Lijiang                                       | |                                                    | |                           |
| Sección del camino antiguo de té y caballos de Qiu Tang Guan                   | Distrito de Gucheng, Ciudad de Lijiang |                                                    | |                           |
| Sección de la Ruta Antigua del Té y Caballos de Shuhe                          | Distrito de Gucheng, Ciudad de Lijiang |                                                    | |                           |
| Camino de piedra Matiyin                                                       | Distrito de Gucheng, Ciudad de Lijiang |                                                    | |                           |
| Condado de Yuan, Ciudad de Pu'er                                               | |                                                    | |                           |
| Ruinas del Puente Guang'en                                                     | Pueblo de Minjiang, Ciudad de Enle, Condado de Zhenyuan |                                                    | |                           |
| Tallado en piedra de la Puerta de Paso en Xiaoshuijing Liangzi                 | Condado de Yuan |                                                    | |                           |
| Ruta antigua de té y caballos en las montañas Ailao                            | Condado de Yuan |                                                    | |                           |

### En Guizhou
| Nombre                                                                            | Ubicación                                                                            | Ubicación       | Descripción | Imagen          |
| Sección Guiyang                                                                   | Sección Guiyang                                                                      | Sección Guiyang | Sección Guiyang | Sección Guiyang |
| --------------------------------------------------------------------------------- | ------------------------------------------------------------------------------------ | --------------- | --- | --------------- |
| Camino Antiguo de Changpolin                                                      | Distrito de Baiyun                                                                   |                 | Ubicado en el Parque Forestal de Changpo Ling, la mampostería tiene aproximadamente 3 km de largo y fue construido durante la dinastía Ming. |                 |
| Camino Antiguo de la Pendiente Wugong, incluyendo el Puente Wugong                | Ciudad de Saping, Condado de Xiuwen                                                  |                 | El camino de posta tiene ahora unos 5 km de largo; el Puente Wugong es un puente de arco de tres agujeros, de 41 m de largo y 5 m de ancho, que cruza el río Hengkuamaodong. |                 |
| Camino de Posta Antiguo de Barro Negro                                            | Aldea centinela de barro negro, Ciudad de Qingzhen                                   |                 | Construido durante el período Hongwu de la dinastía Ming, tiene ahora 5 km de largo y está construido con piedra verde. |                 |
| Camino Antiguo Heinishao                                                          | Aldea Heinishao, Ciudad de Qingzhen                                                  |                 | Construido en el año 16 de la era Daoguang de la dinastía Qing (1836). |                 |
| Camino Antiguo de Qing Yan                                                        | Ciudad de Qingyan, Distrito de Huaxi                                                 |                 | Construido durante el período Wanli de la dinastía Ming, tiene ahora 8 km de largo. |                 |
| Sección Bijie                                                                     |                                                                                      |                 | |                 |
| Camino de Posta Antiguo de Qixingguan                                             | Municipio de Yangjiawan, Distrito de Qixingguan                                      |                 | El camino de posta antiguo que sobrevive tiene 2 km de largo y 1-2 m de ancho. |                 |
| Acantilados de Qixingguan                                                         | Municipio de Yangjiawan, Distrito de Qixingguan                                      |                 | |                 |
| Casa de la Asociación de Shaanxi de Bijie                                         | Ciudad de Chengguan, Distrito de Qixingguan                                          |                 | También conocida como el «Templo Ancestral de Primavera y Otoño», está ubicada en el No. 41, Camino del Sur de China, Ciudad de Chengguan. Fue construido por primera vez durante el período Qianlong, orientado de oeste a este, y consta de una tienda en la calle, un edificio de teatro, una gran sala, una torre de campanas, una torre de tambores y un ala norte y sur. |                 |
| Camino Antiguo de Sibao                                                           | Condado de Weining Ciudad de Yanchang                                                |                 | Ubicado en la parte sur de la aldea de Sibao en la ciudad de Yancang, fue construido durante la dinastía Ming en el período Hongwu y sobrevive por unos 10 km. |                 |
| Camino Antiguo de Yinghong                                                        | Municipio de Jinduo, Condado de Weining                                              |                 | Ubicado en la aldea Yinghong, Municipio de Jindou, la mampostería tiene aproximadamente 3 km de largo, con la sección existente desde Guanyin Yan hasta la calle del casco antiguo a lo largo del río Kedu. |                 |
| Playa Larga del Puente Liudong                                                    | Ciudad de Caohai, Condado de Weining                                                 |                 | Fue construido durante la dinastía Qing en el período Xianfeng y reparado durante el período Tongzhi. De noroeste a sureste, 345 m de largo, de los cuales 328 m es la longitud del terraplén y 3 m de ancho. El dique y el puente están unidos, el puente cruza el río Dazhong y es un puente de arco de piedra de tres agujeros, de 17 m de largo y 4,5 m de ancho, con un tramo neto de 3,6 m y una altura de 2,2 m; el dique y el puente están construidos con piedra material, y se plantan sauces en todo el dique. |                 |
| Puente Kedu                                                                       | Municipio de Jinduo, Condado de Weining                                              |                 | |                 |
| Camino Antiguo de Kam Tong                                                        | Municipio de Huangniatang, Condado de Dafang                                         |                 | El existente de 2 km de largo, construido en la dinastía Ming, está pavimentado con piedra. |                 |
| Camino Antiguo Geya                                                               | Municipios de Shuangshan y Zhuyuan, Condado de Dafang                                |                 | Construido en el año 17 del reinado de Hongwu (1384), tiene ahora unos 5 km de largo. |                 |
| Camino Antiguo Guli                                                               | Municipio de Guli, Condado de Qianxi                                                 |                 | Construido en el año 17 del reinado de Hongwu (1384), tiene ahora unos 2 km de largo. |                 |
| Camino Antiguo de Yinggezui                                                       | Municipio de Shuitang, Condado de Hezhang                                            |                 | Ubicado en la aldea de Shuitang en el municipio de Shuitang, fue construido durante la dinastía Ming en el período Hongwu y tiene unos 3–4 km de largo. |                 |
| Compañía Comercial Yishenglong                                                    | Calle Guchang, Condado de Jinsha                                                     |                 | También conocida como «Casa de Sal de la Calle Roma», está ubicada en el 133 de la Carretera de Roma, Ciudad de Chengguan, y fue construida en la dinastía Qing. El edificio está dispuesto en el estilo «Puerta del Dragón», consta de un establo, una sala principal, un ala norte y sur, un almacén de sal y una pared contra incendios. |                 |
| Camino Antiguo del Río Yutang                                                     | Condado de Jinsha                                                                    |                 | |                 |
| Grabado en Roca de Yidu                                                           | Municipio de Qingchi, Condado de Jinsha                                              |                 | |                 |
| Casa de la Asociación de Jiangxi de Qingchi                                       | Municipio de Qingchi, Condado de Jinsha                                              |                 | |                 |
| Festival de Piedad Filial de Luoqimei                                             | Condado de Jinsha                                                                    |                 | Construido en el quinto año de la era Daoguang (1825), tiene aproximadamente 9 metros de altura. |                 |
| Sección Anshun                                                                    |                                                                                      |                 | |                 |
| Estación de Posta Antigua de Jigongbei                                            | Condado de Guangling                                                                 |                 | |                 |
| Camino de Posta Antiguo de Guangsuoling, incluyendo las ruinas del Puente Ba Ling | Condado de Guangling                                                                 |                 | |                 |
| Yushulou Guantai                                                                  | Condado de Guangling                                                                 |                 | |                 |
| Camino de Posta Antiguo de Beikou                                                 | Condado de Guangling                                                                 |                 | |                 |
| Camino de Posta Antiguo de Anlong                                                 | Condado de Guangling                                                                 |                 | |                 |
| Grupo de Grabados en Piedra del Puente Panjiang                                   | Condado de Guanling, Ciudad de Anshun y Condado de Qinglong, Prefectura de Qianxinan |                 | |                 |
| Sección Liupanshui                                                                |                                                                                      |                 | |                 |
| El camino antiguo de Daitieguan a Canziyao (sección Liuzhi)                       | Distrito de Liuzhi                                                                   |                 | |                 |
| Camino de Posta Antiguo del Puente Ruan con Puente Yingbin                        | Ciudad de Panzhou                                                                    |                 | |                 |
| Camino Antiguo de Xiaojiezi                                                       | Ciudad de Panzhou                                                                    |                 | |                 |
| Camino Antiguo de Huopu                                                           | Ciudad de Panzhou                                                                    |                 | |                 |
| Camino Antiguo de Chating                                                         | Ciudad de Panzhou                                                                    |                 | |                 |
| Camino Antiguo Elangbu                                                            | Ciudad de Panzhou                                                                    |                 | También conocido como el Camino Antiguo Jintudi. |                 |
| Camino Antiguo Lizishu                                                            | Ciudad de Panzhou                                                                    |                 | También conocido como el Camino Antiguo Dashuijing. |                 |
| Camino Antiguo de Pingguan a Shengjingguan                                        | Ciudad de Panzhou                                                                    |                 | |                 |
| Camino Antiguo de Shaoshang                                                       | Ciudad de Panzhou                                                                    |                 | También conocido como el Camino Antiguo Liangheshuigou. |                 |
| Camino Antiguo de Shiguan                                                         | Ciudad de Panzhou                                                                    |                 | |                 |
| Sección Qianxinan                                                                 |                                                                                      |                 | |                 |
| Grupo de Grabados en Piedra del Puente Panjiang                                   | Condado de Qinglong, Prefectura de Qianxinan, Condado de Guanling, Ciudad de Anshun  |                 | |                 |
| Camino Antiguo del Puente del Río Pan                                             | Condado de Qinglong                                                                  |                 | |                 |
| El Camino Antiguo de Banpo                                                        | Condado de Qinglong                                                                  |                 | |                 |
| Angul Paifang                                                                     | Municipio de Angu, Condado de Qinglong                                               |                 | Construido en 1826, es una estructura de ladrillo y porcelana con cuatro columnas y tres puertas individuales. |                 |
| Templo Songkui                                                                    | Condado de Pu'an                                                                     |                 | |                 |
| Camino Antiguo de Daitieguan a Canziyao (sección Pu'an)                           | Condado de Pu'an                                                                     |                 | |                 |
| Camino Antiguo de Ma Ling (con Puente Mu)                                         | Distrito Nuevo de Yilong                                                             |                 | |                 |

## Valor histórico

### Ruinas del Puente Guangen
Las ruinas del Puente Guangen están ubicadas en la aldea de Minjiang, condado de Zhen Yuan y en la ribera del río de la calle antigua de Enle, construido a principios de la dinastía Qing, el puente tiene 188 metros de largo, con pilares de piedra y marcos de madera, y más de 50 casas con tejado a ambos lados. En el quinto año de Yongzheng de la dinastía Qing (1727), una inundación lo destruyó, y en el octavo año de Yongzheng (1730) y el tercer año de Daoguang de la dinastía Qing (1823), el condado de Tan restauró el puente de Gracia Amplia.
En el sexto año de Daoguang de la dinastía Qing (1826), el condado de Zhang Zhao reparó adicionalmente el Puente Guangen. En el primer año de Tongzhi de la dinastía Qing (1862), este puente fue quemado nuevamente.
A mediados de la República de China, se reparó como un puente de superficie de madera con pilares de piedra. A principios de la liberación de China, el puente fue arrastrado por el río, ahora solo quedan cuatro pilares de piedra, el resto fue cubierto por sedimentos de la ribera del río, y parte de los pilares de piedra se utilizaron en 1973 para construir el Puente Enable. Ahora el pilar de la orilla oeste tiene 4,2 metros de alto, 12,6 metros de ancho y 9,7 metros de largo, completamente conservado.

### Bunakuo
«Bunakuo» es la traducción del idioma naxi, en chino significa «llanura de artemisia», debido a la artemisia silvestre que crece por todas partes, y es conocida como «aldea de Guangle». La zona administrativa pertenece a la ciudad de Jinan del distrito de Gucheng, que fue el mercado más grande en la ruta oriental del antiguo camino del té y el caballo en tiempos antiguos, y es rica en reliquias culturales, paisajes naturales, cultura étnica y otros recursos turísticos. El paisaje natural de la montaña Leidashan, la cultura de Guzong creada por los descendientes tibetanos de los Guzong que emigraron desde Yanjing en el Tíbet, y la cultura local Naxi Dongba se entrelazan.

## Protección
El 5 de marzo de 2013, el Camino Antiguo del Té y el Caballo fue anunciado por el Consejo de Estado de la República Popular China como la séptima tanda de unidades clave de protección de reliquias culturales.

## Planes futuros
En el siglo XXI, el legado del Camino del Té y el Caballo se ha utilizado para promover un ferrocarril que conectará Chengdu con Lhasa. Este ferrocarril planificado, parte del 13.º Plan Quinquenal de la RPC, se llama el Ferrocarril Sichuan-Tíbet (川藏铁路); conectará ciudades a lo largo de la ruta, incluyendo Kangding. Las autoridades afirman que traerá grandes beneficios al bienestar de las personas.

## Galería

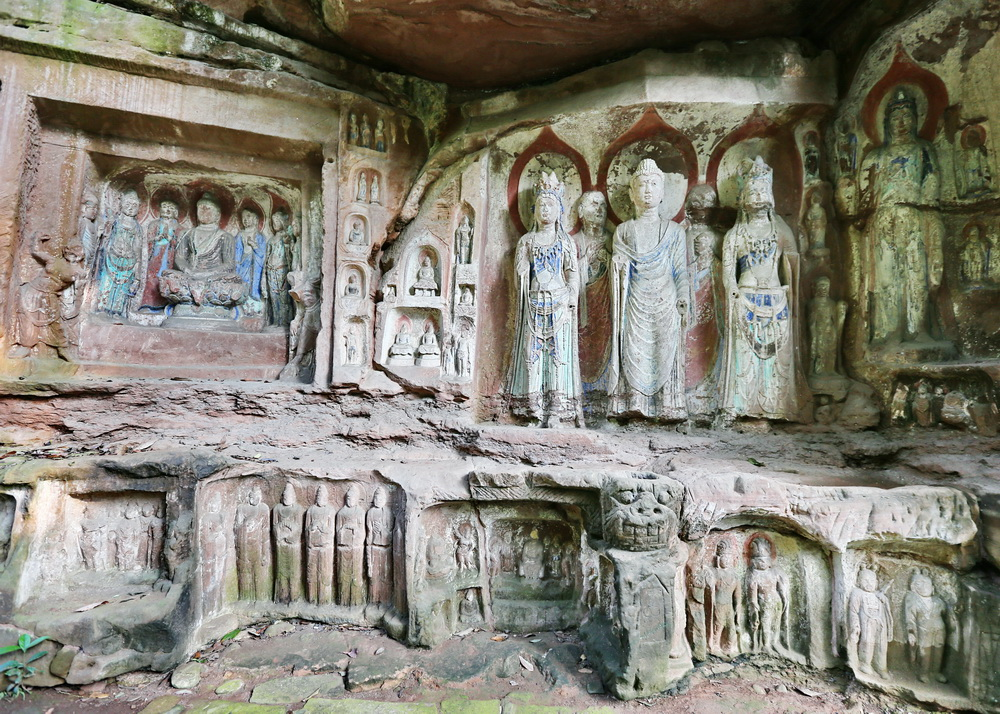
Grutas de Feixiange (689 d.C.), arte budista en la ruta de Chengdu a Ya'an.
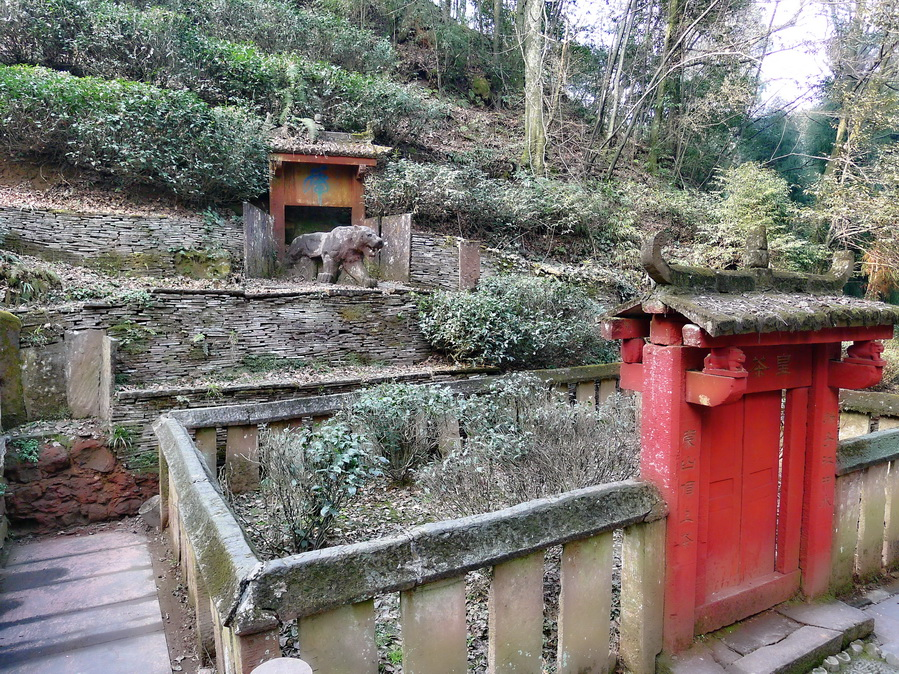
El Jardín Real del Té, nombrado por el Emperador Xiaozong de Song (1186 d.C.) en el Monte Mengding. El Monte Mengding es el lugar donde se cultivó el té por primera vez con registros escritos (65 a.C.).
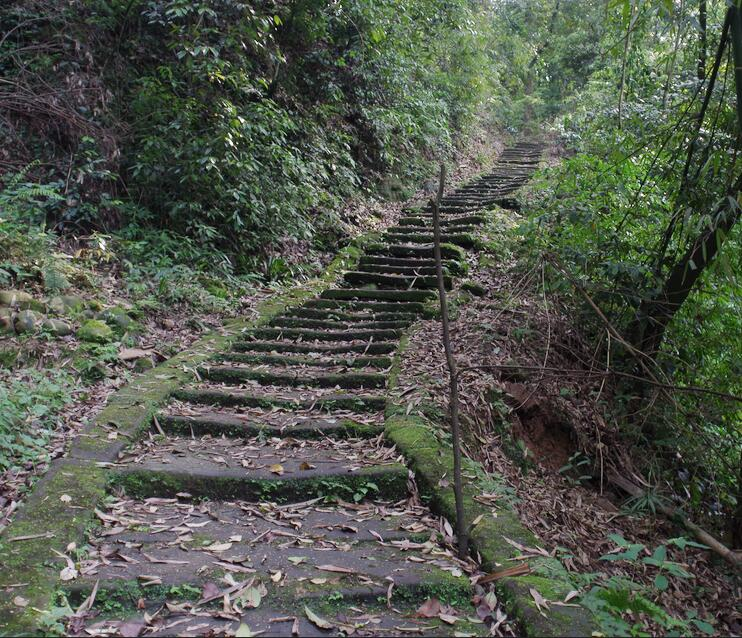
La ruta antigua sobreviviente en Pujiang entre Chengdu y Ya'an.
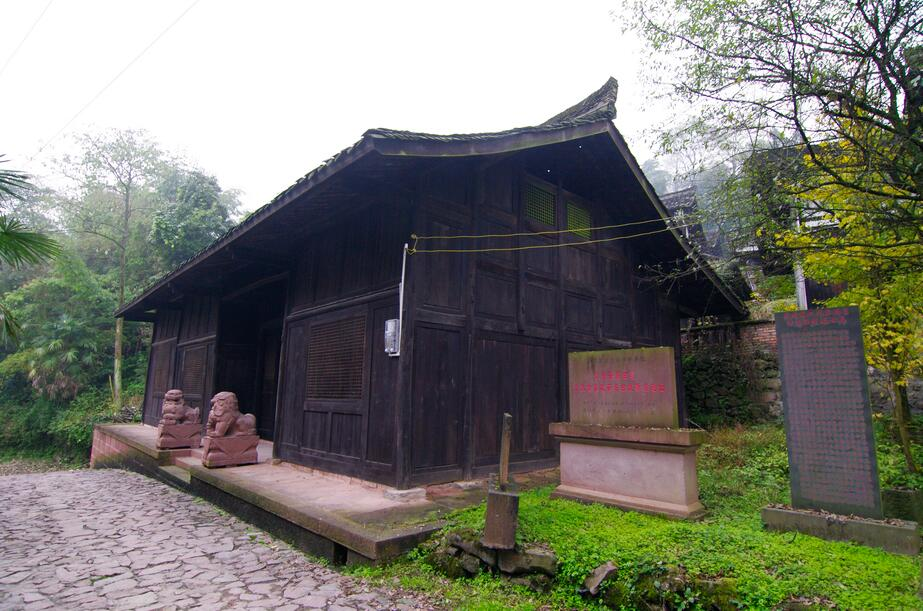
El sitio histórico de la Casa de Posta de Ganxipo en la ruta en Tianquan, Sichuan.
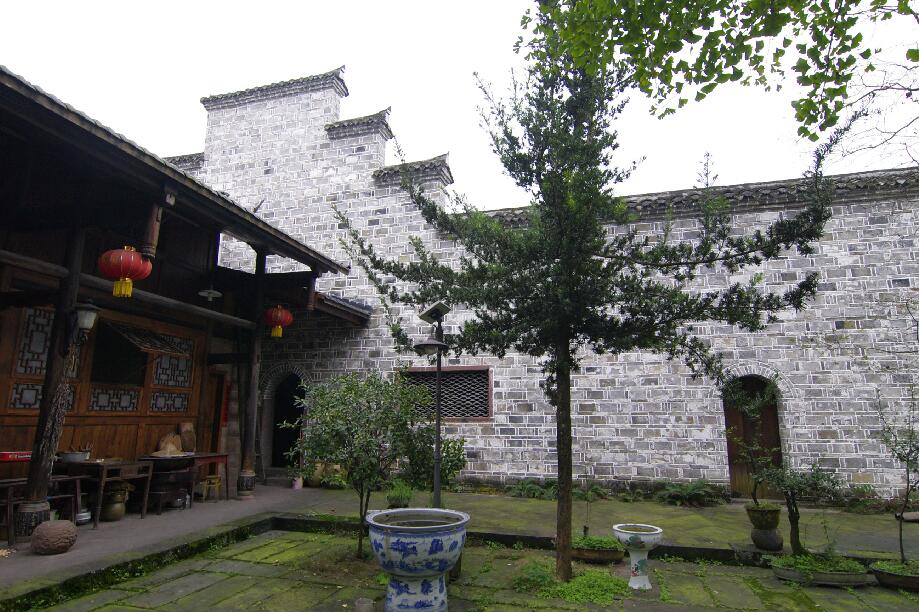
La pagoda de piedra del Templo Shita (1169 d.C.) en la ruta de Chengdu a Ya'an.
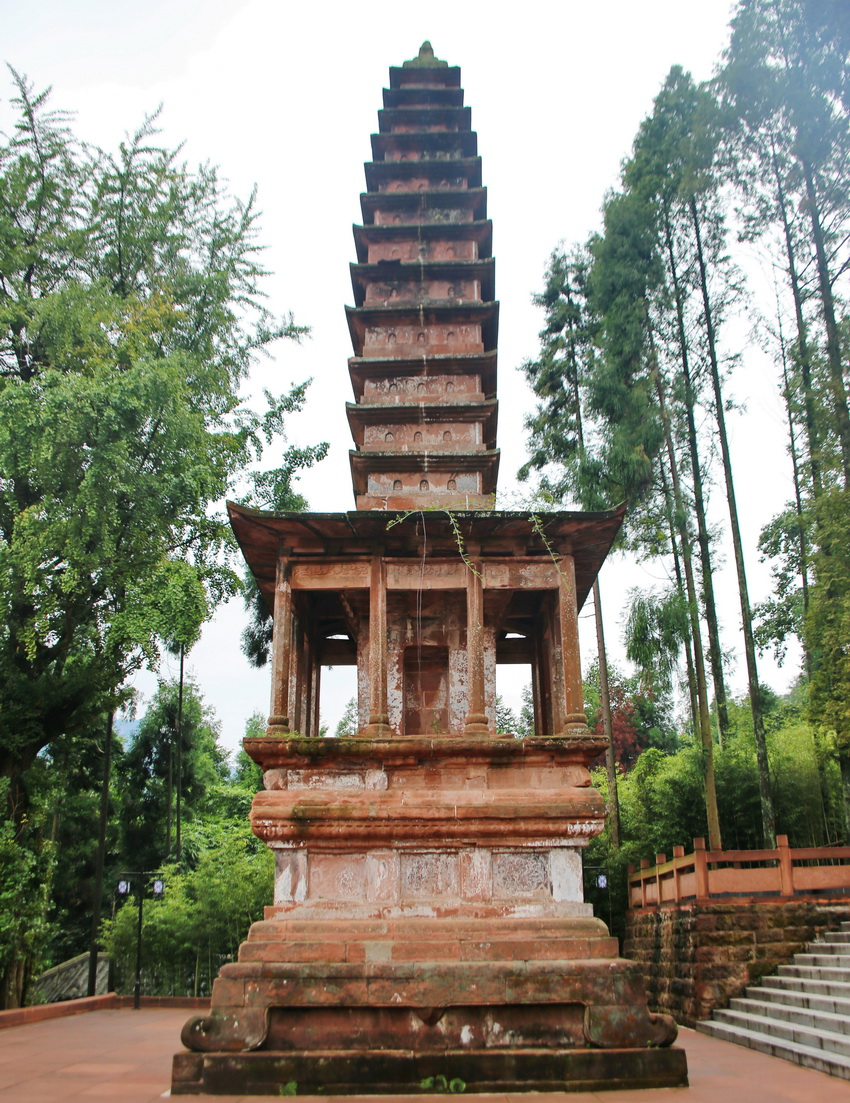
El almacén oficial de té de la Oficina del Té y el Caballo (dinastía Qing) en la ruta en Tianquan, Sichuan.
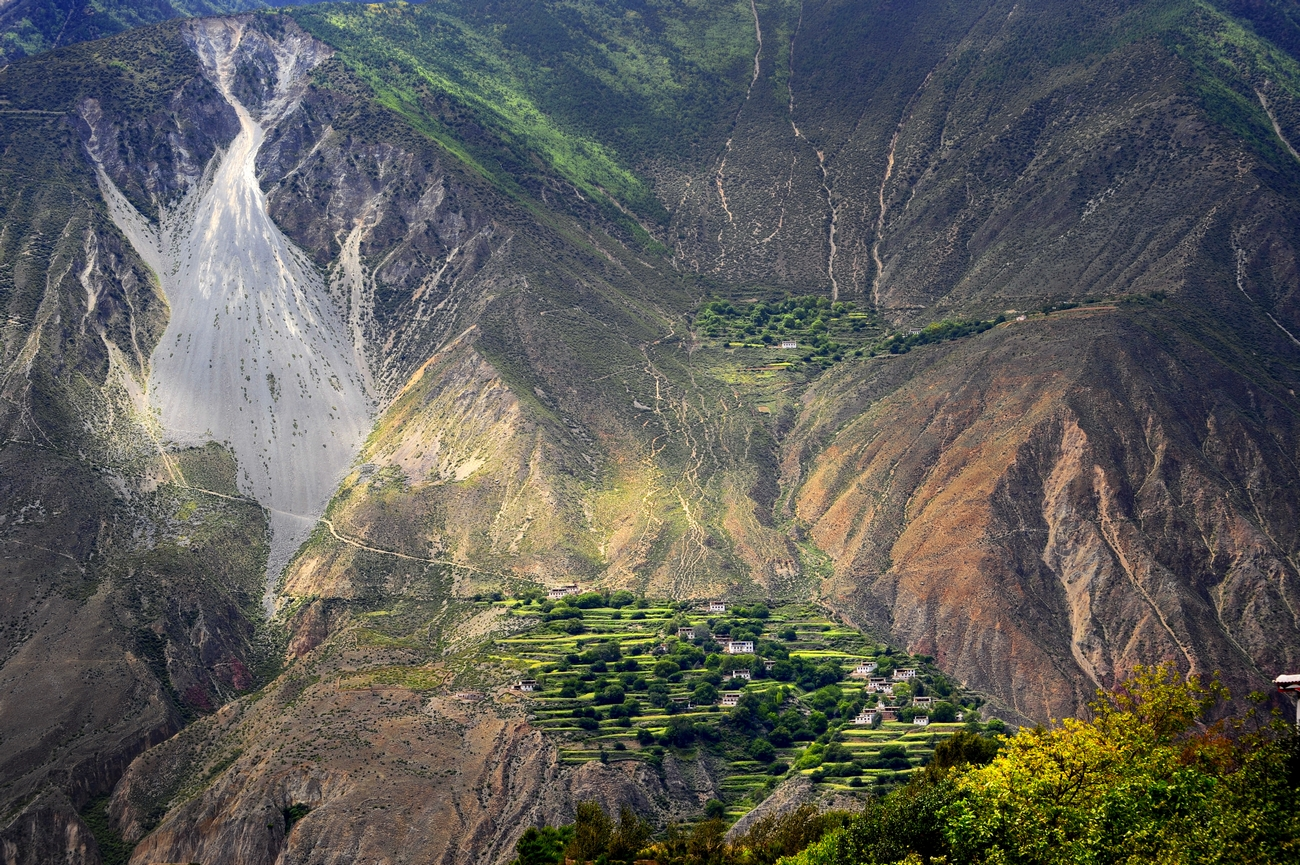
Condado de Markam en el extremo este del Tíbet. En esta región, cerca del alto Mekong, estaba la unión de las ramas de Sichuan y Yunnan de la ruta.
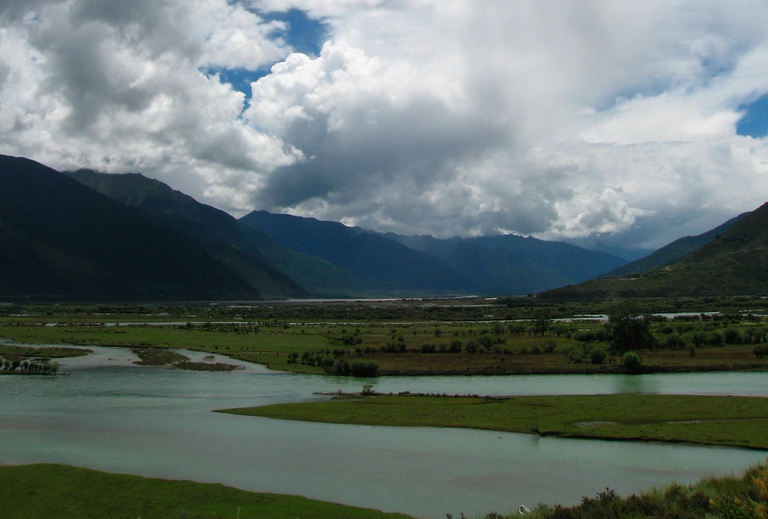
Valle del Mekong cerca de Chamdo, donde el río se cruza con la Ruta del Té y los Caballos.